# کارلوس مورنو (بازیکن فوتبال، زاده ۱۹۹۲)
کارلوس مورنو (انگلیسی: Carlos Moreno؛ زادهٔ ۱۴ فوریهٔ ۱۹۹۲) بازیکن فوتبال اهل اسپانیا است.
از باشگاه‌هایی که در آن بازی کرده‌است می‌توان به باشگاه فوتبال آلباسته بالومپیه و باشگاه فوتبال میراندس اشاره کرد.